# Giovanni Ferrari (scultore)
Giovanni Ferrari detto Torretto (Crespano, 5 giugno 1744 – Venezia, 2 novembre 1826) è stato uno scultore italiano.

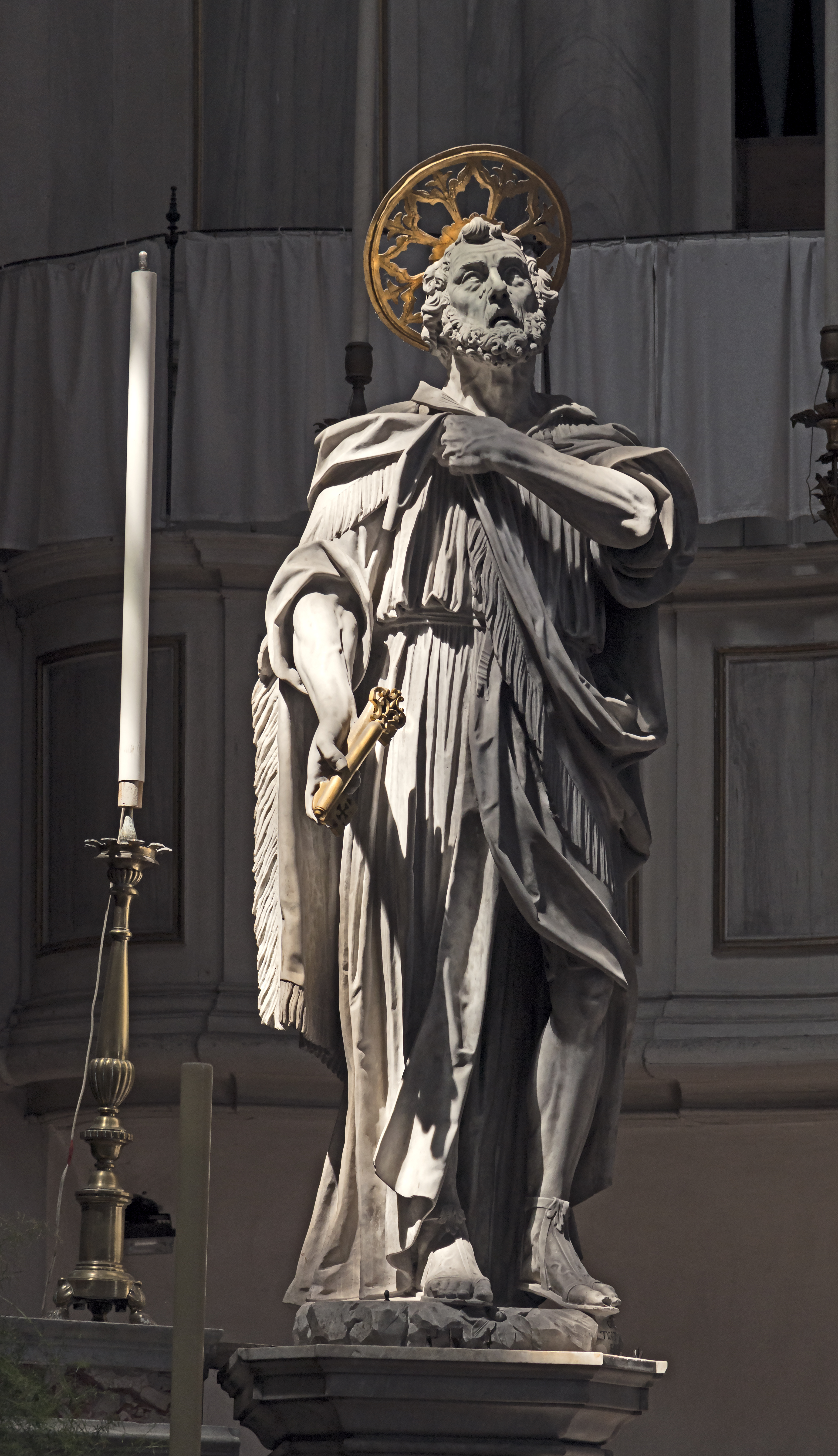
San Pietro, chiesa di San Geremia a Venezia

Nato dallo scalpellino Gaetano e da Domenica Tedesco, fu l'ultimo dei Torretti, nota dinastia di scultori comprendente il prozio Giuseppe Torretto e lo zio Giuseppe Bernardi. Nel 1755 si trasferì a Venezia presso quest'ultimo e, alla sua morte (1774), ne ereditò lo studio.
Il Ferrari si preoccupò inizialmente di terminare alcune opere del predecessore, aiutato, tra gli altri, da Antonio Canova, che lavorava nella bottega sin dal 1768. Ma già nel 1777 chiuse lo studio e intraprese un lungo viaggio che lo vide operare ora a Mantova, poi a Modena, quindi a Bologna. Dal 1779 fu a Roma dove, come emerge nei quaderni del Canova, lavorò prima presso Lorenzo Cardelli e poi sotto Francesco Antonio Franzoni. Tornò quindi a Venezia dove fino al 1796 realizzò ventidue delle statue del Prato della Valle di Padova.
Per il teatro La Fenice (inaugurato nel 1792) realizzò due statue (Melpomene e Tersicore) della facciata e, secondo Giannantonio Moschini, i bassorilievi degli interni (dopo l'incendio del 1837 ne rimangono due). Poco dopo realizzò il monumento ad Angelo Emo (oggi conservato nella chiesa di San Biagio), che i critici considerano il suo capolavoro.
Sempre il Moschini ricorda che il Ferrari, in collaborazione con Francesco Androsi, sistemò il museo degli Obizzi presso il castello del Catajo e quello dei Grimani a Venezia. Nel 1804 venne nominato deputato al nuovo piano dell'Accademia di Venezia. Forse da questo momento cominciò a lavorare per la famiglia Savorgnan (il conte Giulio era definito "mio mecenate" dallo scultore). In seguito il rapporto con questi ultimi si fece difficoltoso per i mancati pagamenti che portarono il Ferrari a rivolgersi ai tribunali.
Il figlio Gaetano (? - 1847) fu pure uno scultore affermato.